# Pecio Isabella
El pecio Isabella es una embarcación que, la noche del 4 de marzo de 1855, como consecuencia de un fuerte temporal encalla cerca de Torrequebrada (Benalmádena). La carga del barco, compuesta por esculturas de mármol, azufre y bambú, fue hallada en julio de 1961. Entonces se creía que el pecio era de época romana; poco después se confirmó que era contemporáneo; la historia de esta embarcación, llamada entonces "Pecio de los Santos", ha sido imprecisa hasta el año 2003, momento en el que, a tenor de los nuevos hallazgos e investigaciones de las fuentes documentales se ha dado a conocer la historia real del pecio. 

## Descubrimiento
El 12 de agosto de 1961 fue difundido en los medios de comunicación el hallazgo fortuito de una escultura romana frente a las costas de Torrequebrada.
La noticia, que había trascendido, hizo que Dirección General de Bellas Artes del Ministerio de Educación facultara al Profesor Eduardo Ripoll Perelló para que, con un grupo especializado de submarinistas del CRIS de Barcelona, efectuaran una exploración en el lugar. Los trabajos llevados a cabo demostraron que tales restos subacuáticos, correspondían a una embarcación de época contemporánea dada las características de ésta. Todo parecía indicar que se trataba de una embarcación inglesa, posiblemente un “brig”.
Don Juan Temboury, resumía de este modo el resultado de aquellas investigaciones. “La embarcación tiene unos treinta metros de eslora. Ha desaparecido cuanto rebasaba la línea de flotación, que debió ser metódicamente desguazada de toda la obra muerta hasta de sus menores enseres. Encallado y sin maderamen, quedó perfectamente entibado el cargamento de la bodega, compuesto de gran número de losas de mármol, de pequeño grosor para ser antiguas, piezas ochavadas y redondas... cajas de barras fundidas de azufre y gran cantidad de cañas de bambú, cortadas en trozos...”

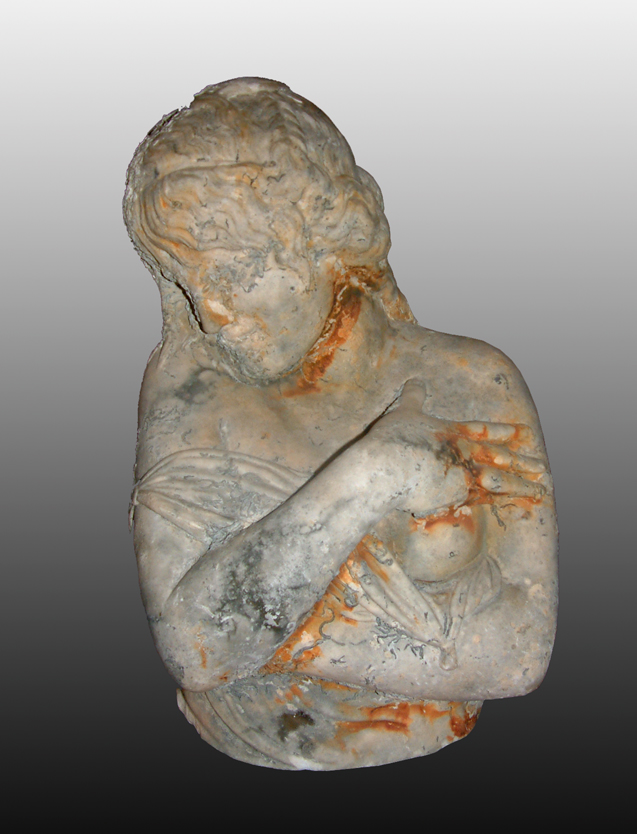
Busto femenino. Pecio Isabella

En noviembre de 1974, los submarinistas del Grupo de Actividades Subacuáticas “Los Delfines” de Benalmádena recuperaron en la misma zona de Torrequebrada la estatua de una Artemis, de 1,50 m de altura que, igualmente, en un primer momento se creyó pieza antigua y fue depositada en el Museo Municipal de Benalmádena. El semejante estilo de ambas estatuas, el idéntico mármol blanco, las mismas medidas que la pareja presenta y la semejante composición indican que tanto la Artemis como el Dionysos encontrado en 1961 son obras neoclásicas de un mismo taller.
En esta ocasión se procedió a la extracción de un buen número de las losas de mármol que aparecían apiladas en el pecio. Todas son, como las estatuas, de mármol blanco con ligero veteado gris que parece ser de las canteras de Carrara, ....de las que una buena porción de ellas fueron utilizadas para pavimentar algunas salas del Museo Municipal de Benalmádena.
Nuevamente en el verano de 1982 aparecen otros ejemplares de esculturas marmóreas en las cercanías de este pecio. Una de ellas, representa un Apolo, a la manera del tipo clásico del Apollon Lykeios, posa su diestra en la parte alta de la cabeza mientras que el brazo izquierdo, descansa suavemente sobre una lira; es obra de taller de muy escasa calidad artística e idéntica, como fácilmente puede comprobarse, en su composición y caracteres al Dionysos y a la Artemis halladas anteriormente. En esta ocasión se encontró también un busto femenino de 0,50 m de alto y que representa a una joven en la actitud púdica, que cruza sus brazos sobre el pecho, tratando de ocultar sus senos que han quedado al descubierto. Ambas se encuentran también el Museo Municipal de Benalmádena.
En enero de 2002 se relacionan tres fragmentos de fustes marmóreos aparecidos en la zona con la carga de mármoles de este naufragio.

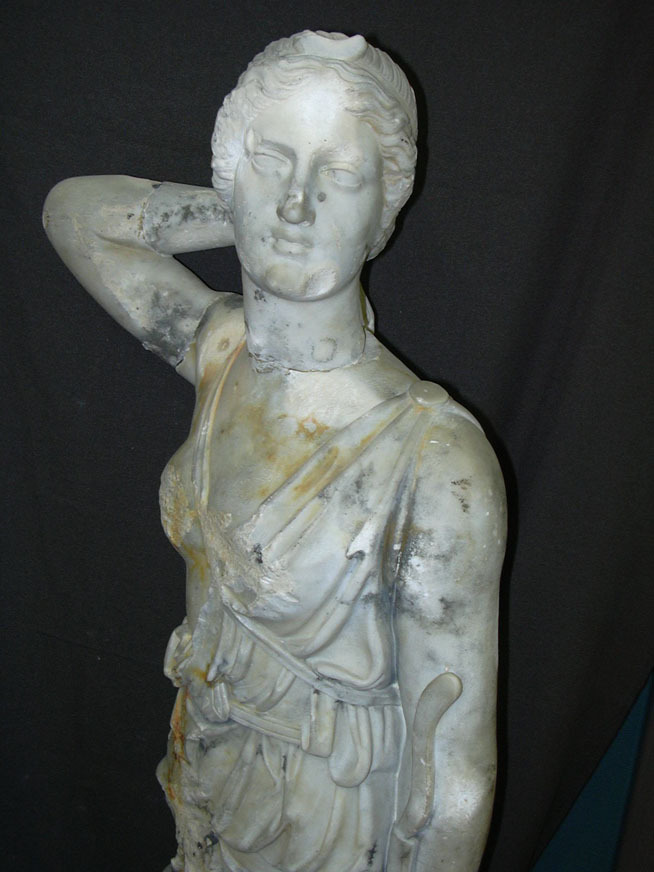
Diosa Artemis. Pecio Isabella

Don Juan Temboury había planteado la hipótesis de que la carga de la embarcación pudo tener como destino el adorno de la casa de recreo llamada “La Perla”, ubicada cerca del lugar del naufragio, en la urbanización de Torremuelle y de la que era propietario Mr. William Mark. Sin embargo, una serie de hallazgos posteriores han obligado a replantear la imprecisa historia del navío.

## Investigaciones
Entre los restos que se han ido recogiendo de este barco, hay varios objetos broncíneos determinantes, en los cuales se pueden leer el nombre Muntz 26 y la abreviatura de la localidad inglesa de Birmingham. Estas marcas se refieren al conocido industrial George Frederick Muntz y a su fábrica de Birmingham en la que, fundamentalmente a partir de 1840, se produjeron planchas de oricalco, muy demandadas por la industria naval de la época para recubrir los cascos de los barcos. El empleo de estos materiales en el pecio de Torrequebrada demostraba, que su hundimiento se produjo en una fecha posterior al momento inicial de la producción del oricalco tipo Muntz con que el casco de madera de este navío iba recubierto en el momento de su naufragio.
Con todos estos datos, el Ayuntamiento de Benalmádena, a través de su Concejalía de Cultura, encarga una investigación sobre el tema al Grupo de Arqueología Subacuática “Nerea”. Los trabajos llevados a cabo por este equipo en los archivos, culminan favorablemente con el descubrimiento de la identidad del navío naufragado:

## Historia
Se sabe que la embarcación (muy parecida al común bergantín) tenía por nombre Isabella, construido en 1852 en Sunderland (puerto cercano a Newcastle). Pertenecía a un famoso naviero inglés, Robinson quien lo fletó el 22 de enero de 1855. Comandado por el capitán J. Brown inicia la travesía desde puerto de Génova dirección la India, con un cargamento de mármol, bambú y azufre. La carga de ornamentos iba destinada a un prócer británico en Calcuta; la embarcación hizo escala en Marsella el 6 de febrero de 1855; la noche del 4 de marzo de 1855 como consecuencia de un fuerte temporal encalla cerca de Torrequebrada. Entre los restos, además de las esculturas, se encontraron barras de azufre. Lo que confirma claramente la identidad del barco.
Lo que de ella pudo recuperarse también ahora se sabe que se subastó en Málaga por el conocido comerciante de origen gibraltareño don Juan Giró, socio de los Heredia. Sobre este asunto los investigadores del Grupo Nerea, igualmente, han localizado con motivo de sus indagaciones sendos anuncios publicados los días 8 y 10 de abril de 1855 en El Avisador Malagueño que dicen: Ventas. El Consulado británico. El miércoles 11 del corriente a las once de la mañana, se venderán en pública licitación en los almacenes de don Juan Giró, sitos en la Alameda de los Tristes, los despojos del casco y demás enseres del bergantín barca inglés nombrado ISABELLA, naufragado en las playas de Torrequebrada, distante una legua al O. de Torremolinos..., Es probable que algunas de las estatuas de mármol que adornaron los jardines del palacete de don Juan Giró en el Paseo de Reding pudieran proceder de la carga artística del Isabella.